# Kapelle Herdt

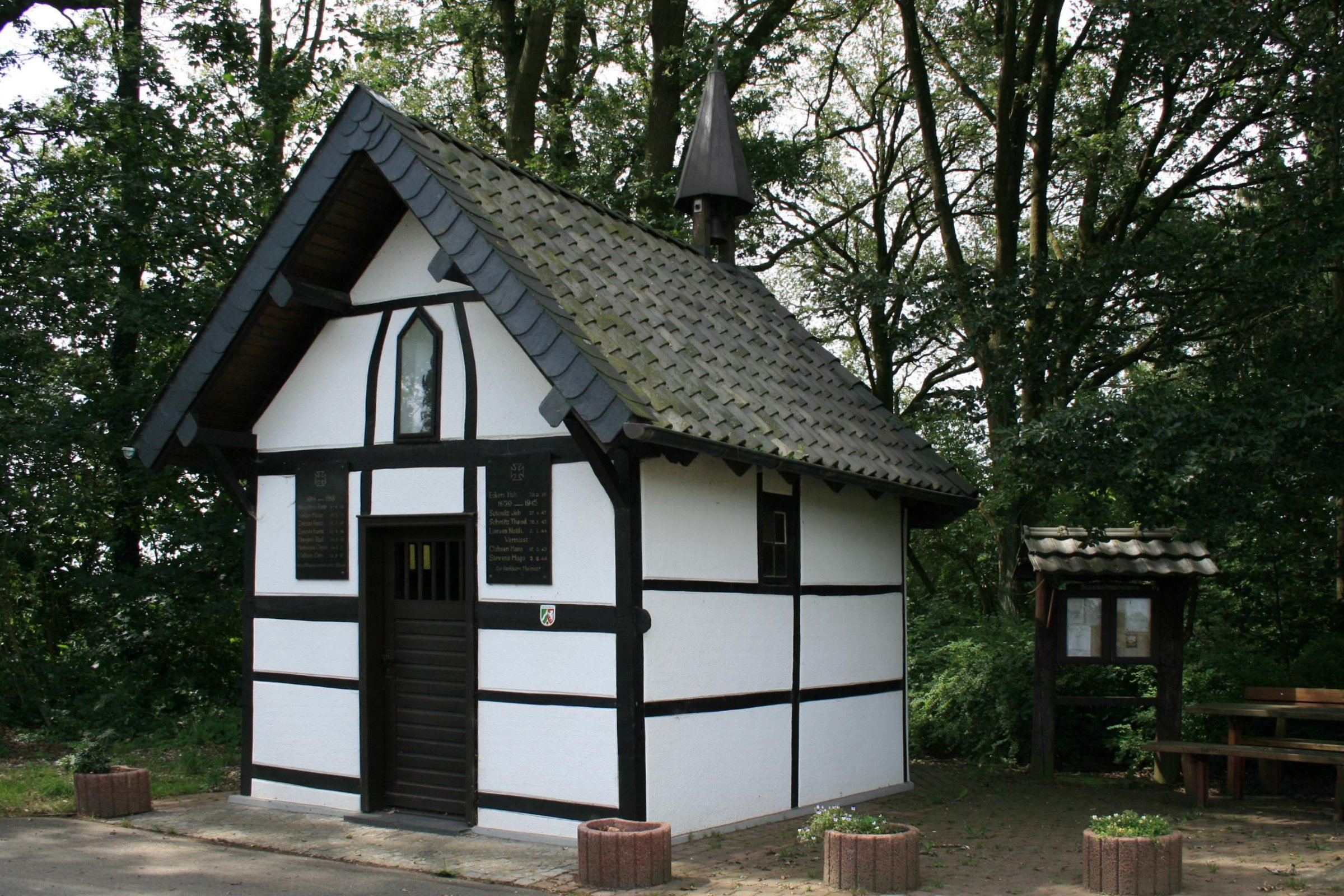
Die Kapelle (2011)

Die Kapelle Herdt steht im Ortsteil Herdt des Stadtteils Rheindahlen-Land von Mönchengladbach (Nordrhein-Westfalen), Herdt 39.
Das Gebäude wurde im 18. Jahrhundert erbaut. Es wurde unter Nr. H 033  am 2. Juni 1987 in die Denkmalliste der Stadt Mönchengladbach eingetragen.

## Architektur
Die Kapelle liegt am Rande eines kleinen Wäldchens in Herdt. Die Fachwerkkapelle mit verputzten und weiß gestrichenen Ziegelsteinausfachungen steht über einem leicht vorkragenden Sockel. Das Fachwerk zeichnet sich durch liegende Gefache und dünne Hölzer (Sparfachwerk) aus, der dreiseitige Chorschluss besitzt heute keinerlei erkennbare Fachwerkhölzer mehr.
Der Zugang erfolgt von der Straßenseite aus durch eine mittelaxial angeordnete Holztür, über der im Giebelfeld in einer Nische eine in das 19. Jh. zu datierende Christusfigur steht. Der Zugang wird flankiert durch zwei Steintafeln mit den Namen der in den beiden Weltkriegen Gefallenen aus der Honnschaft. Das weit vorkragende und mit Rheinlandziegeln eingedeckte Satteldach ist am Chor dreiseitig abgewalmt. Es trägt einen kleinen Dachreiter mit Kreuz.
Eine Sanierung fand durch Heinz Clever und anderen Dorfbewohnern Anfang der 2000er statt. Die Sanierung kostete in Eigenregie 5000 Mark.